# Handballclub Empor Rostock
El SC Empor Rostock és un club d'handbol alemany de la ciutat de Rostock. Actualment competeix a la 2a Divisió de la Bundesliga alemanya. Guanyà en 10 ocasions la Lliga d'handbol de la RDA, essent subcampió en 9 ocasions més, així com campió en 7 ocasions de la Copa de la RDA.
L'any 1979 fou finalista de la Copa d'Europa d'handbol, caient a la final davant del TV Großwallstadt. Posteriorment, l'any 1982 guanyaria la Recopa d'Europa d'handbol i la Supercopa d'Europa, mentre que la temporada següent perdria la final de la Recopa d'Europa.

## Palmarès
- 1 Recopa d'Europa: 1982
- 1 Supercopa d'Europa: 1982
- 10 Lliga de la RDA: 1953, 1954, 1956, 1957, 1968, 1973, 1978, 1986 i 1987
- 7 Copa de la RDA: 1980, 1981, 1985, 1986, 1987, 1988 i 1989